# Ливри, Анатолий Владимирович
Анато́лий Влади́мирович Ливри́ (фр. Anatoly Livry; 21 июня 1972 года, Москва) — русско-французский писатель, философ и литературовед.

## Биография
Родился в Москве 21 июня 1972 года, где жил до отъезда на Запад в 1991 году. Происходит из еврейской семьи. Дед Анатолия Ливри — офицер, орденоносец и инвалид Великой Отечественной войны. На родине получил медицинское образование. Окончил Университет Париж IV — Сорбонна, преподавал в этом учебном заведении. По словам Ливри, был уволен после появления в печати повести «Выздоравливающий», в которой в шаржированном виде выведены университетские преподаватели.
Обладатель чёрного пояса по карате. Лауреат премии «Серебряная литера» (2005) и премии имени Марка Алданова (2010) за повесть «Глаза». Награждён дипломом премии «Эврика!» (2006). Номинант премии «Русский Бунин» (2006). Живёт во Франции и Швейцарии.
С 1 сентября 2010 года Анатолий Ливри преподавал на факультете славистики Университета Ниццы — Sophia Antipolis.
Выход «Набокова-ницшеанца» на французском языке подогрел интерес к Ливри. Также Анатолий Владимирович участвовал во французских теле- и радиопередачах.
Научная степень присуждена ему за написанную в 2003 году работу «Набоков и Ницше» с оценкой très honorable, полученной от международного диссертационного совета Университета Ниццы — Sophia Antipolis.

## Творчество
Мнения о Ливри разноречивы:

Писательница из Сан-Франциско Маргарита Меклина считает, что Ливри — это «либо новый русский Ремизов, чье воображение полнится ажурным, резным туманом собственных сказок, либо новый Набоков». По мнению ректора Литературного института Сергея Есина, «просто фантастично, что автор такого словесного волшебства, хотя и родился у нас, с малолетства живёт где-то за рубежом». А славист Сергей Карпухин всерьез утверждает, что «стиль Ливри несомненно превосходит набоковский».
Между тем один британский русскоязычный журнал так отозвался о творчестве Анатолия: «главную литературную продукцию Ливри составляют „помои“», «графоманское исполнение свидетельствует о уже затвердевшей убогости худо-подражательного стиля», «этическая низость выдается за эстетическую позу». Можно здесь привести и убийственные характеристики, которые дал Ливри Дмитрий Набоков, сын знаменитого писателя.

Автор сборников рассказов «Выздоравливающий» и «Ecce homo», литературных исследований «Набоков-ницшеанец» и «Физиология Сверхчеловека», двуязычной книги стихов «Посмертная публикация» и романа «Апостат», вышедших в Москве и Санкт-Петербурге. По утверждению Ливри, часть произведений написана в следственном изоляторе швейцарского кантона Базель-Штадт, куда он якобы был помещен по подозрению в планировании двойного убийства. Зачастую творчество Ливри содержит элементы эпатажа. Так, исследование «Набоков-ницшеанец» посвящено его бывшей жене и её любовнице, а рассказ «Шутка Пилата» повествует об интимной связи Понтия Пилата с Христом. В статье «Физиология отступника» Ливри так характеризует себя: «…в эту Сорбонну был приглашён я. Преступник. Гений. Пророк».
Профессор Рене Герра из Университета Ниццы пишет о Ливри в Вестнике Университета Российской Академии Образования: «Однако почти любой служащий современного французского Университета, славист в первую очередь, с лёгкостью карьериста проголосует за устранение конкурента, особенно такого как Ливри: эллинист, германист, философ, публикуемый ницшеведами Гумбольдского Университета с 2006-го года, автор сложнейшего романа Апостат, выпущенного российским издателем Фридриха Ницше „Культурная революция“, — произведения, где Ливри воспроизводит элементы метрики Гомера и Каллимаха».
В статье «Совьетизация французского Университета или французские слависты против Анатолия Ливри» профессор Рене Герра (декан славистики университета Ниццы-София Антиполис) пишет: 

Член диссертационного совета докторской диссертации по сравнительной литературе Анатолия Ливри, Набоков и Ницше, а также гарант его хабилитации по славистике, экс-Директор Департамента Русистики Университета Ниццы — Sophia Antipolis, места преподавания Анатолия Ливри с 2010 года, я был проинформирован об отказе Анатолию Ливри в праве быть кандидатом на должность доцента — факт неприемлемый, равно как и нападки «рапортёров», Сержа Роле (Serge Rolet) и Режиса Гейро (Regis Gayraud), двух функционеров, заседающих в 13-й секции — Coвете французской славистики. Именно оба эти прямых конкурента Анатолия Ливри и оклеветали в официальных рапортах Министерства Просвещения научное творчество Анатолия Ливри.

Ректор Литинститута им. Горького Сергей Есин пишет о Ливри в комментарии для газеты «День литературы» (позднее опубликованном также в «Литературной газете»), презентируя его новую книгу:

«Стихи Анатолия Ливри не для чтения в метро. Я пишу о стихах молодого мэтра из Ниццы уже второй раз. Первый сборник был проще и доступнее. Второй, как и положено хорошей литературе, требует усилий для восприятия. Цепляясь за знакомое и очевидное — с этого и начинаю разматывать: „полощет плющ решётчатой ограды…“ и сразу к „чей камень от натуги вековой кровоточит как грыжа“. Это всё о Париже и — лучше не скажешь…
Понимаю ли я и могу ли расшифровать всё, о чём пишет Ливри, этот отчаянный и, может быть, последний солдат святой филологии в Европе?
Да нет, не хватает ни эрудиции, ни точных знаний, но интуиция прекрасного на страже. Где мои университетские двадцать лет: сидеть бы со словарями, справочниками и географическими картами и разматывать эти кроссворды и ребусы. Какое испытываешь изумительное волнение, когда из слов вынимаешь замысел. Так опадает пересохшая глина с ещё горячей отливки. Спадает, а дальше — ликующая бронза!»

Анна Кузнецова в журнале «Знамя» писала о книге «Набоков-ницшеанец»: «Трудно <…> принимать всерьез исследование, автор которого слишком занят посторонними вещами: кокетничаньем с собирательной „избранной читательницей“, сведением счётов с какими-то „тугодумными литературоведами“, „сократическими монстрами“ и др.».
Считает, что в мире происходит системное «замещение» «белых» другими «расами» и «геноцид белой расы».